# World Open 2013
World Open 2013 − ósmy rankingowy turniej snookerowy w sezonie 2012/2013. Rozegrany został w dniach 25 lutego – 3 marca 2013 roku w Haikou (Chiny).

## Nagrody
Ta sekcja zostanie uzupełniona w najbliższym czasie

## Zawodnicy

### Zawodnicy rozstawieni
Ta sekcja zostanie uzupełniona w najbliższym czasie

### Zawodnicy nierozstawieni
Ta sekcja zostanie uzupełniona w najbliższym czasie

## Wydarzenia związane z turniejem
Ta sekcja zostanie uzupełniona w najbliższym czasie

## Przebieg turnieju
Ta sekcja zostanie uzupełniona w najbliższym czasie

## Runda dzikich kart
Ta sekcja zostanie uzupełniona w najbliższym czasie

## Drabinka turniejowa
Ta sekcja zostanie uzupełniona w najbliższym czasie

## Finał
Ta sekcja zostanie uzupełniona w najbliższym czasie

## Breaki stupunktowe fazy głównej turnieju
Ta sekcja zostanie uzupełniona w najbliższym czasie

## Kwalifikacje
Ta sekcja zostanie uzupełniona w najbliższym czasie

## Breaki stupunktowe kwalifikacji
Ta sekcja zostanie uzupełniona w najbliższym czasie